# Bergisch-Marks voetbalkampioenschap 1924/25
In 1924/25 werd het zesde Bergisch-Marks voetbalkampioenschap gespeeld, dat georganiseerd werd door de West-Duitse voetbalbond. 
De West-Duitse competities werden gespreid over 1924 tot 1926. Er kwam wel ook in 1925 al een eindronde waardoor de kampioenen van de heenronde na dit seizoen mochten aantreden in de eindronde, er vond dus ook geen degradatie plaats omdat er nog een terugronde was in 1925/26.
Düsseldorfer SC 99 en TuRU Düsseldorf plaatsten zich voor de West-Duitse eindronde. De zeven kampioenen werden verdeeld over één groep waarin de club vierde werd. In de competitie voor tweede plaatsen versloeg TuRU SC Gelsenkirchen 07, VfR 04 Köln en SpVgg Hagen 1911. In de kwalificatie tegen de nummer drie van de kampioenen, 1.FC Arminia 1905 Bielefeld won de club met 3:0 en plaatste zich voor de nationale eindronde. Na een 4:1 overwinning op VfR Mannheim verloor de club met dezelfde cijfers van Hertha BSC.  
TuSV Barmen 1872, BV Barmen en VfB Barmen fuseerden tot Sportfreunde Schwarz-Weiß Barmen.

## Gauliga
| Plaats | Club                          | Wed. | W | G | V | Saldo | Ptn. |
| ------ | ----------------------------- | ---- | - | - | - | ----- | ---- |
| 1.     | Düsseldorfer SC 99            | 9    | 6 | 2 | 1 | 19:10 | 14:4 |
| 2.     | TuRU 1880 Düsseldorf          | 9    | 6 | 1 | 2 | 28:11 | 13:5 |
| 3.     | SSV 04 Elberfeld              | 9    | 4 | 4 | 1 | 22:11 | 12:6 |
| 4.     | Düsseldorfer TSV Fortuna 1895 | 9    | 4 | 3 | 2 | 12:6  | 11:7 |
| 5.     | Spfr. Schwarz-Weiß Barmen     | 9    | 3 | 3 | 3 | 17:19 | 9:9  |
| 6.     | VfB 06 Remscheid              | 9    | 2 | 4 | 3 | 10:13 | 8:10 |
| 7.     | FC Solingen 95                | 9    | 3 | 1 | 5 | 17:24 | 7:11 |
| 8.     | Cronenberger SC 02            | 9    | 2 | 3 | 4 | 14:26 | 7:11 |
| 9.     | BV 04 Düsseldorf              | 9    | 2 | 1 | 6 | 9:17  | 5:13 |
| 10.    | BC 05 Düsseldorf              | 9    | 1 | 2 | 6 | 7:18  | 4:14 |

|  | Geplaatst voor West-Duitse eindronde |